# Anopheles schwetzi
Anopheles schwetzi är en tvåvingeart som beskrevs av Evans 1934. Anopheles schwetzi ingår i släktet Anopheles och familjen stickmyggor. Inga underarter finns listade i Catalogue of Life.